# Eucalyptus andrewsii
Eucalyptus andrewsii är en myrtenväxtart som beskrevs av Joseph Henry Maiden. Eucalyptus andrewsii ingår i släktet Eucalyptus och familjen myrtenväxter. Inga underarter finns listade i Catalogue of Life.